# Лойзе Петерле
Алоїз (Лойзе) Петерле (словен. Alojz (Lojze) Peterle; нар. 5 липня 1948, дер. Чужня Вас, Мокроног-Требельно, Нижня Крайна, СР Словенія, СФРЮ) — словенський політик, перший прем'єр-міністр незалежної Словенії (обіймав посаду в 1990–1992 роках), міністр закордонних справ в 1993–1994 і 2000 роках. Депутат Європейського парламенту з 2004 року від партії Нова Словенія, віце-голова міжпарламентської комісії ЄС — Росія.

## Біографія
Закінчив Люблянський університет (вивчав історію та географію на філософському факультеті, економіку на економічному факультеті). У період навчання в університеті брав участь у діяльності католицької школи-інтернату, францисканського ордена і християнської періодики. Після закінчення університету працював в Інституті містобудування (словен. Urbanistični inštitut, 1975–1984) і радником з охорони навколишнього середовища в Інституті соціального планування (1985–1989). Активно брав участь у діяльності гуртків християнсько-демократичних інтелектуалів.
У 1989 році очолив партію Словенські християнські демократи — важливого учасника Демократичної опозиції Словенії. У 1990 році став першим прем'єр-міністром Словенії (раніше цієї посади не існувало), пішов з посади після парламентських виборів 1992 року. За підсумками виборів його партія сформувала правлячу коаліцію з Ліберал-демократичною і Соціал-демократичною партіями, однак Петерле поступився посадою прем'єр-міністра представнику ліберал-демократам Янезу Дрновшеку. У новому уряді Петерле був міністром закордонних справ (25 січня 1993 — 31 жовтня 1994). Одночасно обіймав посаду віце-прем'єра. За підсумками парламентських виборах 1996 року партія набрала 9,6 % голосів проти 14,5 % чотирма роками раніше, значно скоротила кількість депутатів і була змушена покинути правлячу коаліцію. У 2000 році СХД об'єдналася зі Словенською народною партією, але незабаром Петерле разом з низкою своїх прихильників покинули нове об'єднання і заснували партію Нова Словенія. Нетривалий час в червні — листопаді 2000 року Петерле займав посаду міністра закордонних справ. Партія набрала 8,77 % голосів на парламентських виборах в тому ж році і посіла 8 місць в парламенті, після чого увійшла до правлячої коаліції з ліберал-демократами, однак Петерле не отримав міністерських посад.
У 2003–2004 роках був спостерігачем у Європарламенті, на виборах 2004 року став його депутатом від Нової Словенії. У Європарламенті бере участь у роботі комісій ЄС — Росія (віце-голова), ЄС — Хорватія, у закордонних справах, з екології, охорони здоров'я і продовольчої безпеки, а також в делегації з відносин з Іраком. У 2010 році входив до групи спостерігачів на президентських виборах в Україні.
У 2007 році виставив свою кандидатуру на президентських виборах і вийшов у другий тур з найкращим результатом (28,5 %), але в другому турі програв Данило Тюрку, набравши лише 31,97 %.